# Покоївка на замовлення (фільм, 1916)
Покоївка на замовлення (англ. A Maid to Order) — американська короткометражна кінокомедія режисера Вілларда Луїса 1916 року.

## У ролях
- Олівер Харді — Пухкий
- Реймонд МакКі — чоловік в домі
- Кейт Прайс — дружина Пухкого
- Флоренс МакЛафлін — жінка в домі